# Barata (stolica tytularna)
Barata (łac. Diœcesis Baratensis) – stolica historycznej diecezji w Cesarstwie Rzymskim (prowincja Likaonia), współcześnie w Turcji. Pierwszym wzmiankowanym biskupem był Eugeniusz (V w.). Od 1933 katolickie biskupstwo tytularne, wakujące od 1975.

## Biskupi tytularni
| Lp. | Biskup                | Od                | Do               |
| --- | --------------------- | ----------------- | ---------------- |
| 1   | Juan Casado Obispo OP | 9 marca 1936      | 19 stycznia 1941 |
| 2   | Gaétan Pasotti SDB    | 3 kwietnia 1941   | 3 września 1950  |
| 3   | Mihály Endrey-Eipel   | 20 listopada 1950 | 7 stycznia 1975  |